# Coco (Volk)
Die Coco, auch Caanucozi, Caocasi, Cascossi, Coke, Coashe, Quaqui oder Quoaque geschrieben,  sind ein ausgestorbener nordamerikanischer Indianerstamm von der Golfküste in Texas, der zu den Karankawa gehörte.

## Wohngebiet und Name
Das Wohngebiet der Coco befand sich an der Küste von Texas zwischen Lavaca River, Colorado River und Brazos River. Die Coco tauchen erstmals in Dokumenten der Expedition von Robert Cavelier de La Salle auf, in denen sie als Quoaque bezeichnet werden. Der gebräuchliche Name der Spanier für diesen Stamm war Coco, während die Anglo-Amerikaner die Bezeichnung Coke verwendeten.

## Leben in spanischen Missionen
In der zweiten Hälfte des 18. Jahrhunderts waren die Coco in den Verzeichnissen verschiedener spanischer Missionen zu finden:
- San Antonio de Valero in San Antonio,
- San Ildefonso,
- Nuestra Señora de la Candelaria am San Gabriel River nahe dem heutigen Ort Rockdale,
- Nuestra Señora del Refugio in der Nähe des heutigen Ortes Refugio und
- Nuestra Señora del Rosario in der Nähe des heutigen Ortes Goliad.

Die spanischen Missionen in den nördlichen Provinzen Mexikos wurden von der katholischen Kirche, in Texas von Franziskanern, betrieben. Die Padres gingen davon aus, dass zwischen der Gründung einer Mission und der Bekehrung der Indianer zu christlichen Arbeitern mindestens 10 Jahre vergehen würden. Als Starthilfe erhielt jede neue Mission einen Geldbetrag für den Ankauf von Glocken, Kleidung, Saatgut, Werkzeugen und anderen notwendigen Dingen. Wenn alles nach Plan ging, entwickelte sich die Mission nach und nach zu einem blühenden, autarken Unternehmen. Zunächst errichtete man eine provisorische Kapelle und ein paar primitive Unterkünfte. Nachdem die behelfsmäßigen Gebäude standen, begannen die Franziskaner, das Evangelium unter den Indianern in der Nähe zu verbreiten, wobei sie mit Glasperlen, Kleidung, Decken und Lebensmitteln nachhalfen. Sobald sie getauft waren, mussten die Schützlinge den Padres die Felder bestellen und die provisorischen Gebäude durch bleibende ersetzen. Im Laufe der Jahre erweiterten die Bewohner das umzäunte, viereckige Grundstück zu einer autarken kleinen Welt aus Wohnungen, Werkstätten, Viehställen und Lagerräumen. Über all diesen Bauten erhob sich die Missionskirche, die oft als letztes fertiggestellt wurde.
Kamen die Indianer nicht freiwillig, so brachten Soldaten sie mit Gewalt in die Mission. Die Padres duldeten keine Religion neben dem Christentum. Das spirituelle Leben der Indianer war in ihren Augen heidnischer Aberglaube und Hexerei. In der Mission wurden die Neuankömmlinge und Neophyten überwacht und bei Übertretung der strengen Regeln oder Widersetzlichkeiten schwer bestraft. Man presste sie ins Christentum, lehrte sie handwerkliche Fertigkeiten und wies ihnen nach einer gewissen Zeit schließlich ein Stück Land in der Nähe der Mission zu. Vordergründig zu christliche Bauern und Arbeiter gemacht, waren sie faktisch Sklaven der spanischen Missionen.
Im frühen 19. Jahrhundert trafen europäische Siedler auf die letzten Coco in ihrem ursprünglichen Wohngebiet am unteren Colorado River. Die Missionen wurden um 1830 säkularisiert und von den Indianern verlassen. Vermutlich gingen diese in anderen Karankawa-Gruppen auf und wurden von den Anglo-Amerikanern allgemein auch als Karankawa bezeichnet. Unter dem Druck der stark wachsenden weißen Bevölkerung in Texas wurden sie immer weiter nach Westen gedrängt und gelten seit 1858 als ausgestorben.